# Mauléon-Barousse
 Mauléon-Barousse  (en occitano Maulion (de Varossa)) es una población y comuna francesa, situada en la región de Mediodía-Pirineos, departamento de Altos Pirineos, en el distrito de Bagnères-de-Bigorre. Es el chef-lieu del  cantón de Mauléon-Barousse.

## Demografía
| 245 | 250 | 246 | 177 | 130 | 138 | 121 |
| Para los censos de 1962 a 1999 la población legal corresponde a la población sin duplicidades (Fuente: INSEE [Consultar]) |     |     |     |     |     |     |